# Mi-e teamă
Mi-e teamă (titlul original: în italiană Io ho paura) este un film polițist dramatic italian, realizat în 1977 de regizorul Damiano Damiani, protagoniști fiind actorii Gian Maria Volonté, Erland Josephson, Mario Adorf și Angelica Ippolito.

## Rezumat
Brigadierul Graziano nu mai suportă, în meseria sa de polițist are doar frică. Frica de a lua o decizie greșită și teama de a fi împușcat. Solicitând un transfer, devine șoferul și bodygardul judecătorului cu totul apolitic, Cancedda, un bărbat în vârstă cu idei, blând zis, naive despre criminalitate. În timp ce investighează o crimă, cei doi bărbați descoperă treptat o conspirație între extremiștii de dreapta și serviciile secrete. În cursul acestei investigații, Cancedda este ucis, iar Graziano este acum și mai speriat. El cunoaște investigația pe dinafară, a văzut ucigașul judecătorului și prin urmare, reprezintă un pericol absolut pentru conspiratori. În ciuda protestelor sale publice că nu știe nimic, el bănuiește că acum a fost trecut pe lista neagră... 

## Distribuție
- Gian Maria Volonté – brigadierul Graziano
- Erland Josephson – judecătorul Cancedda
- Mario Adorf – judecătorul Moser
- Angelica Ippolito – Gloria
- Raffaele Di Mario – colonelul Ruiz
- Giorgio Cerioni – maiorul Masseria
- Joe Sentieri – Tognon
- Sergio Serafini – polițistul care protestează
- Bruno Corazzari – căpitanul La Rosa
- Laura Trotter – fata lui Caligari
- Paolo Malco – Caligari
- Aldo Valletti – directorul închisorii
- Laura De Marchi – Elsa Meroni
- Giuseppe Fazio – Di Clemente
- Valeria Sabel – moglie del giudice Massimi
- Claudio Zucchet – Lunardi